# Kara Scott
Kara Scott (API : /kɛərə/) est une personnalité télévisuelle, journaliste et joueuse de poker résidant au Royaume-Uni. Née dans le nord d'Alberta (Canada), Kara Scott a déménagé au Royaume-Uni en 1999, et travaille dans les médias depuis 2002. Elle présente pour la Five, un spectacle d'arts martiaux "Now is the Time: Night of Combat".

## Télévision
Elle présente deux éditions des "World Series of Backgammon" sur Eurosport et l'une des principaux présentateurs du "Poker Night Live (en)". Elle s'immerge rapidement dans le poker, et a maintenant une colonne dans le magazine "Flush", publie quelques articles dans "Poker Player Magazine" et ses exploits de poker sont dans des médias de poker comme "CardPlayer Magazine (en)", "Online Gambling Magazine" et "UK PokerNews."
Kara est connue comme l'une des personnalités de Sky Poker (en) sur Sky Television chaîne 865 (notamment avec Helen Chamberlain (en), Richard Orford et Norman Pace (en)); une chaîne de poker qui a diffusé l'European Poker Tour pour la saison 2007/2008. En août 2008, suivant sa réussite aux World Series of Poker, elle annonce son départ de Sky Poker, avec l'intention de devenir une joueuse de poker professionnelle.

## Poker
Elle a joué dans différents tournois télévisés de poker, d'abord dans des parties de célébrités. Elle a gagné une partie du PartyPoker.net World Women's Open et finissant 6e de la finale, remportant 5000$. En 2008, elle a gagné le PartyPoker Sports Star Challenge gagnant 50 977$.
Kara Scott a fini à la 104e place du Main Event des World Series of Poker 2008, sur 6 844 joueurs, remportant 41 816$.
Au mois d'avril 2009, elle finit deuxième de l'Irish Open gagnant 312 600 euros, son plus gros gain à ce jour.
Elle finit à la 238e place du Main Event des World Series of Poker 2009, en remportant 32 963 $.